# Isabel da Trindade
Elisabeth (No Brasil: Elisabete) da Trindade, OCD (Farges-en-Septaine, 18 de julho de 1880-Dijon, 9 de novembro de 1906) foi uma monja carmelita descalça francesa.

## Vida e obras

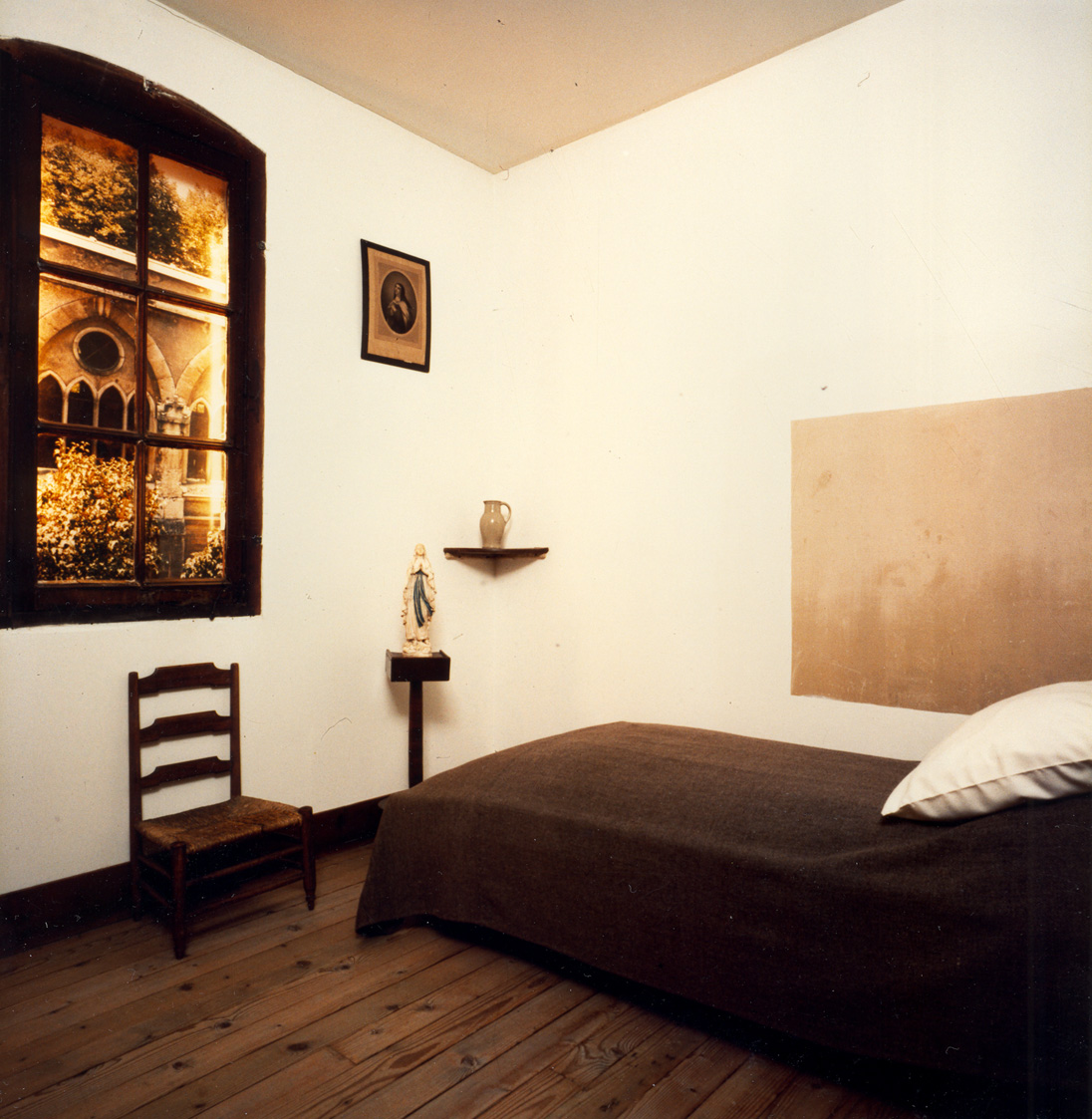
Cela do convento de Carmelo onde habitou a Madre Isabel da Trindade.

Nascida Elisabeth Catez Rolland, em 1901 entrou no Mosteiro das Carmelitas Descalças de Dijon. Foi uma verdadeira adoradora em espírito e verdade, entre penas interiores e doenças, viveu como "louvor de glória" da Santíssima Trindade presente na alma, encontrando no mistério da habitação de Deus na alma o seu "céu na terra", seu carisma e missão eclesial.

### Nascimento
Na manhã de domingo 18 de julho de 1880, Elisabeth Cates nasce no acampamento militar de Avor, onde seu pai, o Capitão José Catez, do oitavo esquadrão do trem das equipagens, está em guarnição. O seu nascimento não esteve isento de dificuldades. Os dois médicos presentes já haviam advertido o Capitão que seria necessário fazer o sacrifício desta primeira criança. A mãe sofreu muito durante trinta e seis horas. Mas, no final da Missa que o Capelão Chaboisseau celebrava nas suas intenções, a pequena Elisabeth vem ao mundo. A criança tem boa saúde, “era muito bonita e muito esperta”, se recordará a senhora Catez. A 22 de julho, festa de Santa Maria Madalena (será motivo de alegria para a futura contemplativa), ela é batizada. 

### Morte de Pai
A 24 de janeiro de 1887 morre Raymond Rolland, tão hábil, segundo se diz, “na arte de ser avô”. Oito meses mais tarde, novo luto, bem mais doloroso: na manhã de domingo, 2 de outubro, o senhor Catez, que já sofrera várias crises cardíacas, morre de modo brusco. (p.14).

### Formação
Sem ser rica, a senhora Catez goza de uma comodidade suficiente para assegurar a formação de suas filhas.Por volta dos sete anos, Elisabeth recebe as primeiras aulas particulares de francês da senhorita Gemaux, sem dúvida para prepará-la para um ofício de professora de piano, sua mãe a inscreve no Conservatório de Dijon aos oito anos de idade.
O que se passou no seu coração, no dia 19 de abril de 1891, [dia de sua primeira comunhão], durante a Missa e a ação de graças, lágrimas de alegria correm sobre seu rosto…Ao sair da Igreja de São Miguel, ela diz a Maria Luísa: “Eu não tenho fome, Jesus me alimentou…”Pode-se supor a intensidade deste primeiro encontro com o Corpo de Cristo através de uma de suas poesias da juventude escrita para o sétimo aniversário desta comunhão – uma das únicas poesias redigidas unicamente para ela mesma em face de Jesus, e que formam seu diário íntimo. À tarde, com a sua bela veste branca, ela vai visitar a Madre Priora do Carmelo. Maria de Jesus explica-lhe o significado de seu nome hebreu: “Elisabeth é a casa de Deus”. A menina está e permanecerá profundamente impressionada. Ela experimentou tão bem esta manhã que Deus nela habita! (p.16).
A partir desse dia, ela começa a entender a grandeza da própria vocação. Se sente chamada a ser “Casa de Deus”. Uma vocação que amadureceu sempre mais, até chegar a consumação total em Deus. Para ela esse momento teve uma nota decisiva em sua vida, entende que era casa de Deus e procurou cultivar esse templo de uma maneira simples, sendo ela mesma, porque se deixou trabalhar por Deus, esse Deus que para ela era “Só Amor”.
A mãe consente a entrada no Carmelo aos 21 anos.
Em 26 de março de 1899, durante a grande Missão pregada em Dijon, a Senhora Catez finalmente consente na entrada de sua filha no Carmelo, mas somente aos vinte e um anos. (p.19).

### Entrada no Carmelo
O dia 2 de agosto de 1901 traz também para Elisabeth a paz profunda de poder, enfim, dizer sim a Jesus que a quer no Carmelo. Nesta manhã ela escreve ao Cônego Angles: “Nós comungaremos na Missa das oito horas e, depois disto, quando Ele estiver no meu coração, mamãe me conduzirá à porta da clausura!” Quando Ele estiver no meu coração…Ela termina: “Eu sinto que sou toda sua, que não reservo nada, lanço-me nos seus braços como uma criancinha”. (p.22).
A 2 de agosto de 1901, data de sua entrada, vinte e quatro Irmãs vivem no interior, e duas Irmãs veleiras na habitação exterior. Elisabeth é a sétima jovem do “noviciado”, onde se permanece ainda três anos após a profissão (não havia naquela época os votos temporários). (p.23).
A 11 de janeiro de 1903, na festa da Epifania, após treze meses de noviciado, Irmã Elisabeth da Trindade, aceita por unanimidade por sua Comunidade, consagra-se a Deus pela Profissão por toda a eternidade. (p.24).

### O noviciado
Se os quatro meses de seu postulado transcorreram na alegria e na luz, o ano de noviciado foi tanto mais duro e penoso. A oração tornou-se árida; pela segunda vez, Elisabeth está regularmente agoniada pelos escrúpulos devidos em parte a seu desejo de fazer tudo com perfeição; sua saúde vacila um pouco; sua sensibilidade (o traço dominante de seu caráter, afirma ela durante o seu postulado) vibra dolorosamente. Mas ninguém conhece este sofrimento afora suas Superioras. 
Todo o sofrimento será então vivenciado por Elisabeth numa perspectiva relacional. Ela carrega a sua Cruz em obediência a Jesus que convida seus discípulos a “segui-lo”(Mt 8, 34). Eu não posso dizer que amo o sofrimento em si mesmo, mas o amo porque ele me faz conforme Àquele que é meu Esposo e meu Amor. 
Antes do final de março de 1906, Elisabeth entra na enfermaria do Carmelo. O enfraquecimento progressivo dos últimos meses a confina num esgotamento total. Alimenta-se sempre com maior dificuldade. (p.28). É assim que Madre Germana classifica os oito meses e meio da terrível enfermidade de Elisabete. É impossível retraçar aqui com detalhes a evolução desta doença nem toda a riqueza espiritual que a acompanha. (p.29).
Provavelmente após uma tuberculose, Elisabeth foi atingida pela doença de Addison, então incurável, afecção crônica das glândulas supra-renais que não produziram mais as substâncias necessárias para o metabolismo. Donde resulta a astenia característica, perturbação gastrointestinal, náuseas, hipotensão arterial, uma quase impossibilidade de se alimentar, emagrecimento, tudo isto conduzindo a um esgotamento físico total e à morte. Sobre este estado geral se inserem com Elisabeth outras complicações, como ulcerações interiores, fortes dores de cabeça, e insônias. À medida que ela se aproxima da morte,todos estes sintomas se manifestam mais violentamente. Há também crises mais agudas, como a do dia 13 de maio quando pensou que fosse morrer (p.29).
“Madre Germana fala de seu corpo ‘comparável a um esqueleto’, literalmente calcinado’. Francisco de Sourdon, recordando-se do corpo de sua amiga exposto depois de sua morte, afirma: “Ela estava assustadora. Sentia-se uma criatura destruída, consumida” (p.30).

### A morte
“No dia de todos os Santos, comunga pela última vez.(…) Elisabeth sai de sua prostração e pede perdão às suas irmãs em termos emocionantes. Convidada a lhes dizer ainda alguma palavra, ela responde: “Tudo passa!…Na tarde da vida só o amor permanece…É preciso fazer tudo por amor; é preciso se esquecer sem cessar: o bom Deus ama tanto quem se esquece de si…Ah! se eu tivesse feito sempre assim!…A noite de 8 para 9 de novembro é penosíssima. A seus sofrimentos se acrescenta a asfixia…Quase sem que se perceba ela cessa de respirar. Era por volta das seis horas e quinze minutos. (p.32).
Em 25 de novembro de 1984 foi beatificada pelo papa João Paulo II. Ele a apresentou como modelo à juventude e a todos os contemplativos.

## Beatificação e canonização
Elisabeth da Trindade foi beatificada em 25 de novembro de 1984, na Basílica de São Pedro no Vaticano pelo Papa João Paulo II.
Em junho de 2016, o Vaticano anunciou a canonização de Elisabeth domingo dia 16 de outubro de 2016.
No dia 16 de outubro de 2016, a então Beata Elisabeth foi canonizada pelo S.S. Papa Francisco , juntamente com outros 6 beatos, em cerimônia presidida na Praça de São Pedro no Vaticano.

## 
1. ↑  Comunidade Católica Shalom (19 de dezembro de 2002). «Elisabeth da Trindade». Comunidade Católica Shalom - comshalom.org. Consultado em 9 de novembro de 2014
2. ↑  Sciadini, ocd, Frei Patrício (2009). "Jesus, Quero escutar tua voz - A vida e os pensamentos da Beata Elisabeth da Trindade". [S.l.]: Edições Shalom. p. 15
3. ↑  http://ultimosegundo.ig.com.br/mundo/2016-10-16/papa-francisco-canoniza-primeiro-santo-argentino-e-outros-seis-beatos.html

## Ligações exteriores
- Beata Isabel da Trindade, religiosa, +1906, evangelhoquotidiano.org]
- Livro "Misericórdia na Espiritualidade de Santa Elisabeth da Trindade, A", Carlos Vargas, LTr Editora
- 08 de novembro:  Memória da Beata Elisabete  da Trindade, religiosa carmelita…
- Livro "Jesus, quero escutar tua voz - A vida e os pensamentos da Beata Elisabeth da Trindade", Frei Patrício Sciadini, ocd
- Artigo "Elisabeth da Trindade", Comunidade Católica Shalom - comshalom.org